# Peter López Santos
Peter López Santos (Irvine, 23 de septiembre de 1981) es un deportista peruano-estadounidense que compitió en taekwondo.

## Trayectoria
Fue en el Perú que Peter empezó con sus primeras clases de taekwondo con su padre, quien puso una Academia de este deporte y luego sería su entrenador durante los primeros años de su carrera como atleta. De niño logra su primer triunfo en Arequipa, en 1987. A los 12 años viaja nuevamente a los Estados Unidos donde continúa su formación deportiva. Llega a ser subcampeón mundial representando a los Estados Unidos en el año 2001 en la categoría de 62 kg, y alcanza el tercer lugar en el 2003. En Lima, Peter habla con Iván Dibós, Presidente del Comité Olímpico Peruano comentando su idea de poder representar al Perú. Dibós hizo los trámites para obtener su doble nacionalidad y poder participar por la selección peruana desde el 2005. En el Torneo Preolímpico de Taekwondo de 2007 disputado en Cali, Colombia, clasificó para formar parte de la delegación peruana que participa en los Juegos Olímpicos de Pekín 2008 y Londres 2012.
Ganó dos medallas en el Campeonato Mundial de Taekwondo en los años 2001 y 2003, y dos  medallas en el Campeonato Panamericano de Taekwondo en los años 2002 y 2010. En los Juegos Panamericanos de 2007 consiguió una medalla de plata.
| Representando a Estados Unidos |                                   |                   |           |
| Campeonato Mundial             |                                   |                   |           |
| Año                            | Lugar                             | Medalla           | Categoría |
| 2001                           | Jeju (Corea del Sur)              | Medalla de plata  | –62 kg    |
| 2003                           | Garmisch-Partenkirchen (Alemania) | Medalla de bronce | –62 kg    |
| Campeonato Panamericano        |                                   |                   |           |
| Año                            | Lugar                             | Medalla           | Categoría |
| 2002                           | Quito (Ecuador)                   | Medalla de plata  | –62 kg    |
| Representando a Perú           |                                   |                   |           |
| Juegos Panamericanos           |                                   |                   |           |
| Año                            | Lugar                             | Medalla           | Categoría |
| 2007                           | Río de Janeiro (Brasil)           | Medalla de plata  | –68 kg    |
| Campeonato Panamericano        |                                   |                   |           |
| Año                            | Lugar                             | Medalla           | Categoría |
| 2010                           | Monterrey (México)                | Medalla de oro    | –68 kg    |